# Sainte-Colombe (Doubs)
Sainte-Colombe és un municipi francès situat al departament del Doubs i a la regió de Borgonya - Franc Comtat. L'any 2007 tenia 259 habitants.

## Demografia

### Població
El 2007 la població de fet de Sainte-Colombe era de 259 persones. Hi havia 102 famílies de les quals 28 eren unipersonals (12 homes vivint sols i 16 dones vivint soles), 31 parelles sense fills, 35 parelles amb fills i 8 famílies monoparentals amb fills.
La població ha evolucionat segons el següent gràfic:
Habitants censats

### Habitatges
El 2007 hi havia 119 habitatges, 108 eren l'habitatge principal de la família, 5 eren segones residències i 6 estaven desocupats. 107 eren cases i 11 eren apartaments. Dels 108 habitatges principals, 89 estaven ocupats pels seus propietaris, 14 estaven llogats i ocupats pels llogaters i 5 estaven cedits a títol gratuït; 4 tenien dues cambres, 6 en tenien tres, 24 en tenien quatre i 74 en tenien cinc o més. 91 habitatges disposaven pel capbaix d'una plaça de pàrquing. A 43 habitatges hi havia un automòbil i a 57 n'hi havia dos o més.

### Piràmide de població
La piràmide de població per edats i sexe el 2009 era:
| Homes | Edats   | Dones |
| ----- | ------- | ----- |
| 0     | 95 o +  | 0     |
| 0     | 90 a 94 | 0     |
| 0     | 85 a 89 | 4     |
| 4     | 80 a 84 | 4     |
| 4     | 75 a 79 | 4     |
| 0     | 70 a 74 | 12    |
| 0     | 65 a 69 | 4     |
| 8     | 60 a 64 | 4     |
| 8     | 55 a 59 | 8     |
| 8     | 50 a 54 | 12    |
| 24    | 45 a 49 | 16    |
| 4     | 40 a 44 | 4     |
| 8     | 35 a 39 | 12    |
| 8     | 30 a 34 | 0     |
| 4     | 25 a 29 | 4     |
| 4     | 20 a 24 | 0     |
| 16    | 15 a 19 | 0     |
| 12    | 10 a 14 | 4     |
| 8     | 5 a 9   | 8     |
| 0     | 0 a 4   | 0     |

## Economia
El 2007 la població en edat de treballar era de 174 persones, 133 eren actives i 41 eren inactives. De les 133 persones actives 127 estaven ocupades (68 homes i 59 dones) i 6 estaven aturades (3 homes i 3 dones). De les 41 persones inactives 20 estaven jubilades, 13 estaven estudiant i 8 estaven classificades com a «altres inactius».

### Ingressos
El 2009 a Sainte-Colombe hi havia 135 unitats fiscals que integraven 328 persones, la mediana anual d'ingressos fiscals per persona era de 21.775 €.

### Activitats econòmiques
Dels 9 establiments que hi havia el 2007, 2 eren d'empreses de fabricació d'altres productes industrials, 2 d'empreses de construcció, 1 d'una empresa financera, 1 d'una empresa immobiliària, 2 d'empreses de serveis i 1 d'una entitat de l'administració pública.
Dels 3 establiments de servei als particulars que hi havia el 2009, 1 era una funerària i 2 fusteries.
L'any 2000 a Sainte-Colombe hi havia 5 explotacions agrícoles que ocupaven un total de 420 hectàrees.

## Equipaments sanitaris i escolars
El 2009 hi havia una escola elemental.

## Poblacions més properes
El següent diagrama mostra les poblacions més properes.